# Vechec
Vechec é um município da Eslováquia, situado no distrito de Vranov nad Topľou, na região de Prešov. Tem 17,27 km² de área e sua população em 2018 foi estimada em 2.967 habitantes.

## Demografia
| Ano:        | 1994 | 2004    | 2014    | 2024   |
| ----------- | ---- | ------- | ------- | ------ |
| Broj ljudi: | 1912 | 2329    | 2819    | 3025   |
| Razlika:    |      | +21,80% | +21,03% | +7,30% |

| Ano:               | 2023 | 2024   |
| ------------------ | ---- | ------ |
| Número de pessoas: | 2982 | 3025   |
| Diferença:         |      | +1,44% |